# Ludwika Rostworowska
Ludwika z Rostworowskich Potkańska herbu Nałęcz (ur. 1744 w Leśniowoli, zm. 2 września 1817 w Potworowie) – podkomorzyna sandomierska.

## Życiorys
Rodzicami Ludwiki Rostworowskiej byli Jacek Hiacynt Rostworowski (1714–1780) podczaszy podlaski oraz Teresa z Kuszlów herbu Drogosław II. W 1765 r. w kościele parafialnym w Worowie wyszła za mąż za Antoniego Potkańskiego herbu herbu Brochwicz (zm. 1782), syna Jana Potkańskiego łowczego sandomierskiego i Krystyny z Goździckich, brata Franciszka. Małżeństwo Potkańskich miało trzy córki i czterech synów:
- Anielę - żonę Justyna Sztemberga, generała austriackiego
- Mariannę - żonę Pawła Biernackiego
- Barbarę - żonę barona Jana Nepomucena Kokoszka-Michałowskiego, starosty osieckiego
- Hiacynta - (Jacka) (ochrzczony 1768), rotmistrza kawalerii
- Franciszka (ochrzczony 1769), porucznika kawalerii
- Wincentego (1777–1812), pułkownika wojsk napoleońskich, kawalera Legii Honorowej (1809), poległego pod Smoleńskiem
- Stanisława (zm. 1793), kanonika krakowskiego[2]

W 1781 r. za pieniądze z posagu Ludwiki, Potkańscy nabyli od Jędrzeja Tarły majątek Bliżyn. Po śmierci męża w 1782 r. odziedziczyła po nim jego dobra: Potworów, Brzezinki, Bąkowa, Grabowa, Mokrosęk, Ciepła, Świniowa oraz Ogrodzieniec. Była także właścicielką Gostkowa i Wymysłowa.
W testamencie z dnia 29 sierpnia 1817 r. zobowiązała swojego syna Jacka do budowy kościoła w Bliżynie. Wkrótce potem zmarła. Jej syn, wprawdzie rozpoczął budowę, ale została ona przerwana już w 1818 r. Zamiast ukończyć budowę murowanej świątyni Jacek Potkański wystawił drewniany kościół pw. św. Zofii. Murowany kościół pw. św. Ludwika został ukończony dopiero w latach 1896–1900.

## Genealogia
| Praprapradziadkowie | Jakub Rostworowski (1577–1631) ∞1609 Elżbieta Opalińska (1595–1634)               | Marcin Leśnowolski (zm. 1628) ∞ Katarzyna Parys                                   | Aleksander Stadnicki ∞ Ewa Lewicka                                                | Jan Tomisławski ∞ Helena Rucka                                                    | Zbierzchowski ∞ NN                                                                | Grodzicki ∞ NN                                                                    | Piotr Babecki ∞ Dorota Giżycka                                                    | NN ∞ NN                                                                           | Mikołaj Kuszel ∞ Zofia Hincza                                         | NN ∞ NN                                                               | Chądziński ∞ NN                                                       | NN ∞ NN                                                               | Zbożny Adaukt Ciecierski ∞ Zofia Zawilska                             | Skiwski ∞ NN                                                          | Adam Godlewski ∞ Dorota Sobolewska                                    | NN ∞ NN                                                               |
| Prapradziadkowie    | Wawrzyniec Rostworowski (1614–1661) ∞1641 Anna Leśnowolska (zm. 1667)             | Wawrzyniec Rostworowski (1614–1661) ∞1641 Anna Leśnowolska (zm. 1667)             | Wiktoryn Stadnicki (ok. 1630-1684) ∞ Teresa Tomisławska                           | Wiktoryn Stadnicki (ok. 1630-1684) ∞ Teresa Tomisławska                           | Jan Zbierzchowski ∞ Dorota Grodzicka                                              | Jan Zbierzchowski ∞ Dorota Grodzicka                                              | Stanisław Babecki ∞ NN                                                            | Stanisław Babecki ∞ NN                                                            | Jan Kuszel ∞ NN                                                       | Jan Kuszel ∞ NN                                                       | Chądziński ∞ NN                                                       | Chądziński ∞ NN                                                       | Stanisław Ciecierski ∞ Helena Skiwska                                 | Stanisław Ciecierski ∞ Helena Skiwska                                 | NN ∞ NN                                                               | NN ∞ NN                                                               |
| Pradziadkowie       | Jacek Łukasz Rostworowski (ok. 1644–1691) ∞1674 Zofia Stadnicka                   | Jacek Łukasz Rostworowski (ok. 1644–1691) ∞1674 Zofia Stadnicka                   | Jacek Łukasz Rostworowski (ok. 1644–1691) ∞1674 Zofia Stadnicka                   | Jacek Łukasz Rostworowski (ok. 1644–1691) ∞1674 Zofia Stadnicka                   | Zygmunt Zbierzchowski ∞ Anna Babecka                                              | Zygmunt Zbierzchowski ∞ Anna Babecka                                              | Zygmunt Zbierzchowski ∞ Anna Babecka                                              | Zygmunt Zbierzchowski ∞ Anna Babecka                                              | Stefan Kuszel ∞ Joanna Chądzińska                                     | Stefan Kuszel ∞ Joanna Chądzińska                                     | Stefan Kuszel ∞ Joanna Chądzińska                                     | Stefan Kuszel ∞ Joanna Chądzińska                                     | Tomasz Ciecierski ∞ Barbara Oplińska                                  | Tomasz Ciecierski ∞ Barbara Oplińska                                  | Tomasz Ciecierski ∞ Barbara Oplińska                                  | Tomasz Ciecierski ∞ Barbara Oplińska                                  |
| Dziadkowie          | Jan Wiktoryn Rostworowski (1676–1742) ∞1699 Salomea Zbierzchowska (ok. 1680–1765) | Jan Wiktoryn Rostworowski (1676–1742) ∞1699 Salomea Zbierzchowska (ok. 1680–1765) | Jan Wiktoryn Rostworowski (1676–1742) ∞1699 Salomea Zbierzchowska (ok. 1680–1765) | Jan Wiktoryn Rostworowski (1676–1742) ∞1699 Salomea Zbierzchowska (ok. 1680–1765) | Jan Wiktoryn Rostworowski (1676–1742) ∞1699 Salomea Zbierzchowska (ok. 1680–1765) | Jan Wiktoryn Rostworowski (1676–1742) ∞1699 Salomea Zbierzchowska (ok. 1680–1765) | Jan Wiktoryn Rostworowski (1676–1742) ∞1699 Salomea Zbierzchowska (ok. 1680–1765) | Jan Wiktoryn Rostworowski (1676–1742) ∞1699 Salomea Zbierzchowska (ok. 1680–1765) | Konstanty Kuszel (zm. 1742) ∞1702 Franciszka Ciecierska               | Konstanty Kuszel (zm. 1742) ∞1702 Franciszka Ciecierska               | Konstanty Kuszel (zm. 1742) ∞1702 Franciszka Ciecierska               | Konstanty Kuszel (zm. 1742) ∞1702 Franciszka Ciecierska               | Konstanty Kuszel (zm. 1742) ∞1702 Franciszka Ciecierska               | Konstanty Kuszel (zm. 1742) ∞1702 Franciszka Ciecierska               | Konstanty Kuszel (zm. 1742) ∞1702 Franciszka Ciecierska               | Konstanty Kuszel (zm. 1742) ∞1702 Franciszka Ciecierska               |
| Rodzice             | Jacek Hiacynt Rostworowski (1714–1778) ∞1740 Teresa Kuszel (zm. 1780)             | Jacek Hiacynt Rostworowski (1714–1778) ∞1740 Teresa Kuszel (zm. 1780)             | Jacek Hiacynt Rostworowski (1714–1778) ∞1740 Teresa Kuszel (zm. 1780)             | Jacek Hiacynt Rostworowski (1714–1778) ∞1740 Teresa Kuszel (zm. 1780)             | Jacek Hiacynt Rostworowski (1714–1778) ∞1740 Teresa Kuszel (zm. 1780)             | Jacek Hiacynt Rostworowski (1714–1778) ∞1740 Teresa Kuszel (zm. 1780)             | Jacek Hiacynt Rostworowski (1714–1778) ∞1740 Teresa Kuszel (zm. 1780)             | Jacek Hiacynt Rostworowski (1714–1778) ∞1740 Teresa Kuszel (zm. 1780)             | Jacek Hiacynt Rostworowski (1714–1778) ∞1740 Teresa Kuszel (zm. 1780) | Jacek Hiacynt Rostworowski (1714–1778) ∞1740 Teresa Kuszel (zm. 1780) | Jacek Hiacynt Rostworowski (1714–1778) ∞1740 Teresa Kuszel (zm. 1780) | Jacek Hiacynt Rostworowski (1714–1778) ∞1740 Teresa Kuszel (zm. 1780) | Jacek Hiacynt Rostworowski (1714–1778) ∞1740 Teresa Kuszel (zm. 1780) | Jacek Hiacynt Rostworowski (1714–1778) ∞1740 Teresa Kuszel (zm. 1780) | Jacek Hiacynt Rostworowski (1714–1778) ∞1740 Teresa Kuszel (zm. 1780) | Jacek Hiacynt Rostworowski (1714–1778) ∞1740 Teresa Kuszel (zm. 1780) |
|                     | Ludwika Rostworowska (1744–1817)                                                  |                                                                                   |                                                                                   |                                                                                   |                                                                                   |                                                                                   |                                                                                   |                                                                                   |                                                                       |                                                                       |                                                                       |                                                                       |                                                                       |                                                                       |                                                                       |                                                                       |